# Koto Teluk
Koto Teluk is een bestuurslaag in het regentschap Sungai Penuh van de provincie Jambi, Indonesië. Koto Teluk telt 955 inwoners (volkstelling 2010).